# Мелеагр (военачальник)
Мелеа́гр (др.-греч. Μελέαγρος; убит в 323 до н. э.) — македонский военачальник, соратник Александра Македонского.
Мелеагр был одним из военачальников Александра Македонского, которому преданно служил на протяжении всего его царствования. Первое упоминание Мелеагра связано с участием в походе против гетов в 335 году до н. э. Он руководил одним из таксисов македонской фаланги практически во всех основных сражениях Александра. В 323 году до н. э. после смерти царя он на короткое время стал регентом Македонской империи, однако через короткое время убит по прямому приказу другого претендента на власть — Пердикки.

## Биография

### Происхождение. Участие в походах Александра Македонского
Мелеагр родился предположительно в 360-х годах до н. э. Судя по имени отца Неоптолема его «малой родиной» была Линкестида либо Эпир, так как данное имя чаще всего встречается в ономастиконе этих областей. Впервые в античных источниках Мелеагр упомянут при описании войны против гетов в 335 году до н. э. Ему вместе с Филиппом, сыном Балакра, было поручено перевезти захваченную добычу в македонский лагерь. Учитывая, что Филипп был таксиархом, антиковед В. Хеккель предполагал, что Мелеагр на тот момент также руководил одним из таксисов македонской армии.
В 334 году до н. э. в битве при Гранике Мелеагр командовал одним из подразделений фаланги на левом фланге. В том же году участвовал в неудачной атаке на пригород Галикарнаса Минд. Зимой 334/333 года до н. э. Александр отправил из Карии в Македонию солдат, которые женились незадолго до начала похода. Одним из военачальников, которые также относились к молодожёнам, был Мелеагр. Исходя из данной информации В. Хеккель делает вывод, что Мелеагр был женат, хотя каких-либо сведений о его супруге и детях в античных источниках нет.

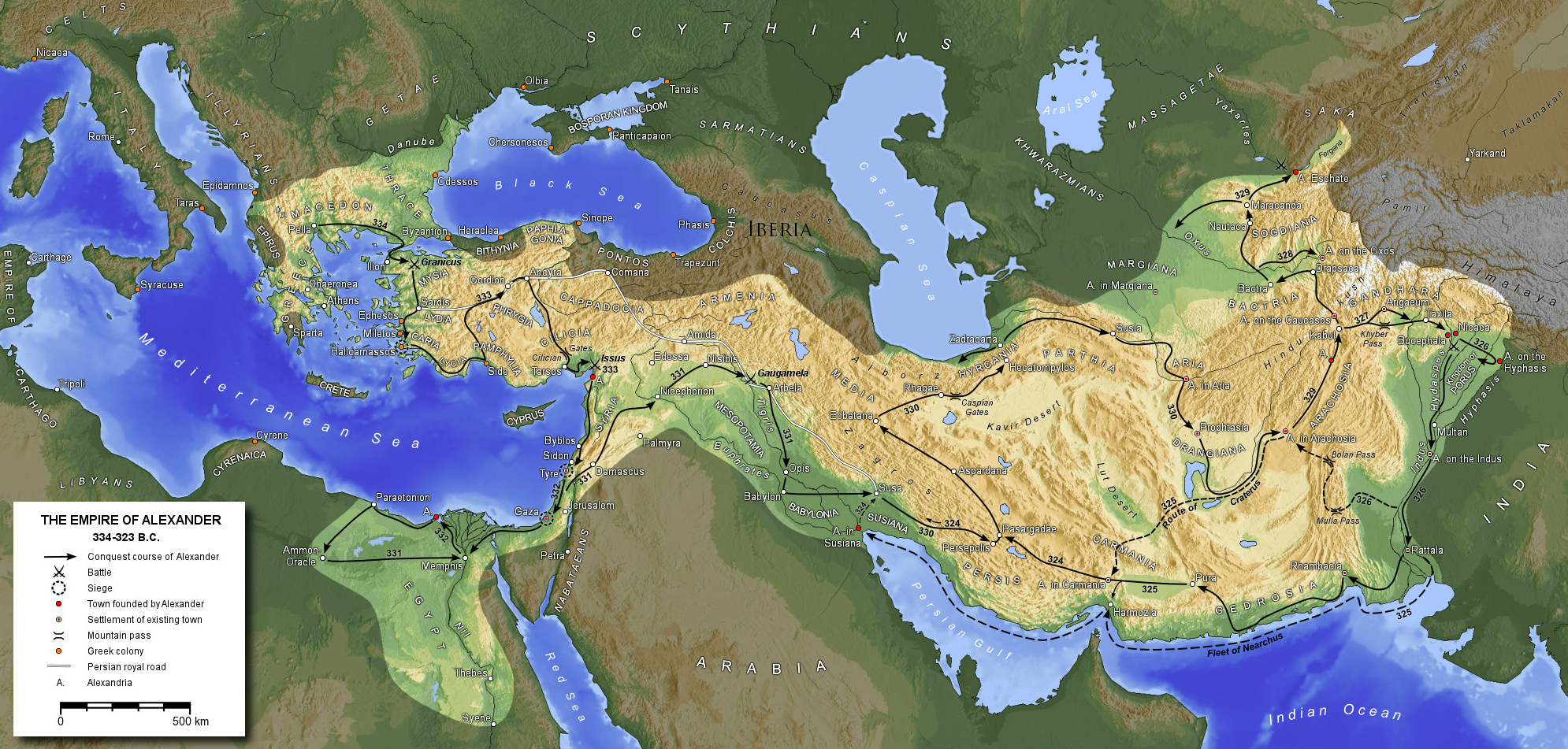
Карта с указанием походов армии Александра и основных сражений

Весной 333 года до н. э. Мелеагр вновь присоединился к македонскому войску в Гордии. Вместе с Мелеагром к Александру прибыли подкрепления в 3000 пеших воинов, 300 македонских и 200 фессалийских всадников, а также 150 элимиотов под командованием Алкия. Впоследствии Мелеагр участвовал в битве при Иссе 333 года до н. э. и в сражении под Гавгамелами 331 года до н. э. В 330 году до н. э. перед битвой при Персидских воротах Александр оставил в лагере часть войск, в том числе и таксис Мелеагра, под командованием Кратера, а сам совершил обходной манёвр. После условного знака трубы войска Кратера и Мелеагра начали штурм, чем отвлекли внимание Ариобарзана. Атака с двух сторон привела персов в замешательство, а затем к поражению.
Квинт Курций Руф упоминает Мелеагра при описании событий 329 года до н. э. в качестве одного из военачальников, который руководил осадой города мемакенов (этот народ более нигде не упоминается) в области Яксарта. Во время штурма Александр был ранен. Арриан относит это событие к штурму Кирополя.
В 328 году до н. э. Мелеагр вместе с Полиперхоном, Горгием и Атталом подавлял восстание в Бактрии, в то время когда царь Александр с основными силами отправился в Согдиану. Остаётся неясным, был ли каждый военачальник независим и подавлял восстание в «своей» области, либо действовал под общим командованием. Как бы то ни было вскоре Мелеагр присоединился к войскам Кена и зиму 328/327 года до н. э. провёл в Согдиане.
В 327 до н. э. Мелеагр в составе войска под командованием Гефестиона и Пердикки совершил марш к Инду. По пути ими был разбит правитель Певкелаотиды Астис. Затем македоняне вошли в земли раджи Таксила, который предпочёл покориться Александру. По свидетельству Квинта Курция Руфа, Александр не только не принял подношений Таксила, но и отослал к нему тысячу талантов. Эта щедрость, хоть и обязала нового союзника, задела самих македонян. Мелеагр во время пира опьянев поздравил царя с тем, что «тот всё-таки нашёл в Индии человека, достойного тысячи талантов». На это Александр ограничился фразой, «что завистливые люди создают большие мучения прежде всего самим себе». По одной из версий, такая дерзость стоила Мелеагру карьерного роста и он так и не был повышен до гиппарха.
В битве при Гидаспе 326 года до н. э. Мелеагр вместе с Атталом и Горгием во главе своего таксиса и наёмной конницы находился на берегу реки, пока македонский царь с войском переправлялся через реку в другом месте. Военачальникам было приказано форсировать реку, когда начнётся сражение. Мелеагр со своими отрядами переправился через Гидасп, когда сражение было уже выиграно, и лишь продолжил преследовать убегающих индов. Из Индии вернулся вместе с Атталом и Антигеном под командованием Кратера через Арахосию и Дрангиану.
Плиний Старший упоминает о том, что в гимнасий Мелеагра песок привозили из Египта, что теоретически могло происходить в промежутке между возвращением в Вавилон в 326/325—323 годах до н. э., когда военачальник не участвовал в военных походах. В целом, несмотря на военные заслуги, по оценкам В. Хеккеля Мелеагр не был ни образованным, ни политически проницательным сподвижником Александра.

### После смерти Александра Македонского
В 323 году до н. э. после смерти Александра Македонского перед войском встал вопрос о престолонаследии. Процесс выбора нового царя описан тремя античными историками — Диодором Сицилийским, Юстином и Квинтом Курцием Руфом. В их трудах содержатся определённые разночтения, однако во всех трёх Мелеагр представлен одним из основных претендентов на получение реальной власти в Македонской империи. Согласно Юстину, во время совета военачальников Пердикка предложил дождаться родов жены Александра Роксаны, которая находилась на последних месяцах беременности. Против такого предложения резко выступил Мелеагр. Он считал, что не следует дожидаться родов, во время которых на свет могла появиться и девочка. Ведь у Александра уже есть сын от Барсины Геракл. Да и не подобает македонянам подчиняться царям, в чьих жилах течёт персидская кровь. Мелеагр выступил за признание царём брата Александра Арридея. Единственной заслугой брата Александра было его происхождение — он был сыном Филиппа II и фессалийки Филинны. Арридей до смерти Александра не был реальным претендентом на трон по причине слабоумия. Однако в сложившихся условиях Арридей оказался единственным представителем царской династии Аргеадов «правильного» происхождения, который находился в Вавилоне, где умер Александр.
Однако мнение Пердикки возобладало и военачальники решили дожидаться родов Роксаны. Это вызвало негодование фалангитов. К ним были направлены популярные в среде пехоты Мелеагр и Аттал. Вместо того, чтобы успокоить войско, Мелеагр похвалил бунтовщиков за проявленную позицию. После этого мятежная часть войска провозгласила Мелеагра своим вождём и двинулась к царскому дворцу. Впоследствии Мелеагру ставили в вину предательство конницы. Пердикка с другими военачальниками был вынужден бежать из Вавилона. Вскоре произошло вынужденное примирение между Пердиккой и Мелеагром. Пердикка приказал задерживать обозы провианта, которые шли в Вавилон, что угрожало его жителям и лояльным Мелеагру войскам голодом. По версии Плутарха миротворцем выступил Эвмен. Согласно компромиссу оба претендента — неродившийся сын Роксаны и Арридей — были назначены царями, а их регентами стали Пердикка и Мелеагр. Согласно нескольким позднеантичным источникам Мелеагр даже получил в управление Келесирию и Финикию. На этом противостояние не закончилось. Согласно античным источникам Мелеагр планировал убийство своего политического оппонента, однако не смог довести дело до конца. Вскоре Пердикка сумел привлечь на свою сторону пехоту, Арридея и союзника Мелеагра Аттала, а затем во время жертвоприношений приказал убить зачинщиков мятежа. Квинт Курций Руф утверждал, что после того как 300 человек, на которых указал Пердикка, растоптали слонами Мелеагр бежал и укрылся в храме, однако вскоре был схвачен и убит.

## В культуре
Мелеагр является одним из героев романа Мэри Рено «Погребальные игры».

### Первичные источники
- Арриан. Поход Александра / перевод с древнегреческого М. Е. Сергеенко. Ответственный редактор д. и. н. О. О. Крюгер. — М.—Л.: Издательство Академии наук СССР, 1962.
- Диодор Сицилийский. Историческая библиотека / Перевод, статья, комментарии и указатель О. П. Цыбенко. — М.: Лабиринт, 2000. — (Античное наследие).
- Квинт Курций Руф. История Александра Македонского. С приложением сочинений Диодора, Юстина, Плутарха об Александре / Ответственный редактор А. А. Вигасин. — М.: Издательство МГУ, 1993. — 464 с. — ISBN 5-211-02061-8.
- Юстин. Эпитома сочинения Помпея Трога «Historiae Philippicae» / вст. статья и перевод К. К. Зельин. — СПб.: Издательство Санкт-Петербургского государственного университета, 2005. — 493 с. — ISBN 5-288-03708-6.

### Современные исследования
- Шофман А. С. Распад империи Александра Македонского / Печатается по постановлению редакционно-издательского совета Казанского университета. Отв. редактор В. Д. Жигунин. — Казань: Издательство Казанского университета, 1984.
- Curtius Rufus, Histories of Alexander the Great, Book 10 (англ.) / translated by J. C. Yardley with Introduction and Historical Commentary by J. E. Atkinson. — New York: Oxford University Press, 2009. — ISBN 978-0-19-955763-9.
- Bosworth A. B. Chapter 2. The Politics of the Babylon Settlement // The Legacy of Alexander : Politics, Warfare, and Propaganda under the Successors. — Oxford: Oxford University Press, 2002. — P. 29—63. — ISBN 978-0-19-171520-4. — doi:10.1093/acprof:oso/9780198153061.003.0002.
- Chugg A. M. Concerning Alexander the Great: A Reconstruction of Cleitarchus (англ.). — AMC Publications, 2015. — ISBN 978-0-9556790-8-7.
- Heckel W. Who's Who in the Age of Alexander the Great: Prosopography of Alexander's Empire (англ.). — Malden; Oxford; Carlton: Blackwell Publishing, 2006. — ISBN 1-4051-1210-7.